# Margarodes basrahensis
Margarodes basrahensis är en insektsart som beskrevs av Jakubski 1965. Margarodes basrahensis ingår i släktet Margarodes och familjen pärlsköldlöss.
Artens utbredningsområde är Irak. Inga underarter finns listade i Catalogue of Life.